# 楊禮壽
楊禮壽（1530年—1600年），本貫河陰楊氏，字敬甫(경보)，號退思翁(퇴사옹)，是朝鮮王朝中期的醫官。

## 簡歷
1565年明宗時成為御醫，後升任通政大夫。宣祖19年（1586年）升任嘉義大夫。1595年升任中樞府同知事，後再升任為太醫。
楊禮壽曾兩度被投獄，分別是1563年擔任內醫時，為順懷世子治病，後來世子病逝而被投獄；另一次是由於明宗臨終時由楊禮壽擔任看護，所以當明宗駕崩時，楊禮壽亦被投獄。

## 著作
- 《東醫寶鑑》（編輯）
- 《醫林撮要》（의림촬요，與朴世舉、孫士銘合著）